# Forst (Baden)

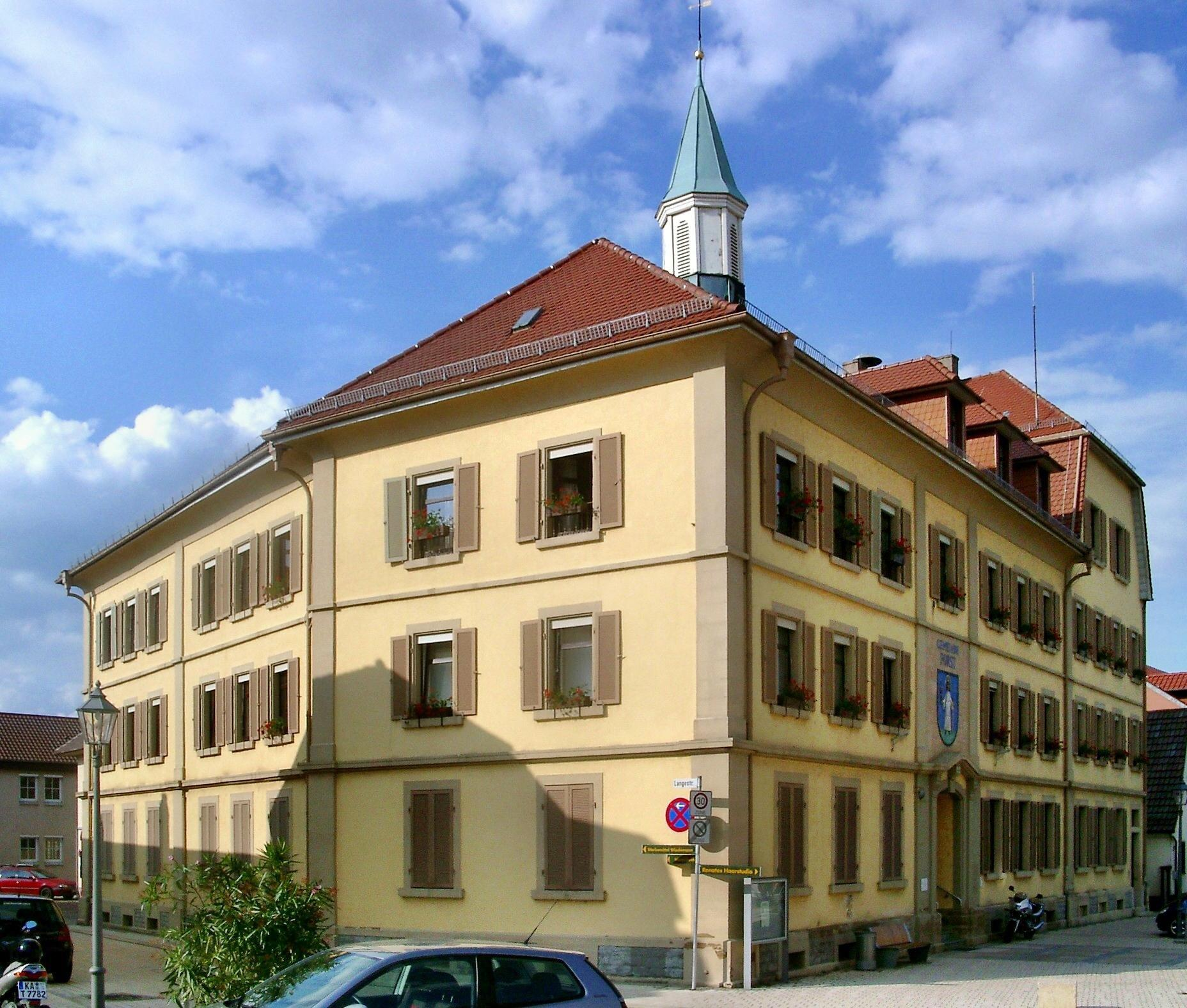
Das Rathaus von Forst

Forst (ⓘ) ist eine Gemeinde im Landkreis Karlsruhe in Baden-Württemberg.

## Geographie
Forst liegt rund drei Kilometer nordwestlich von Bruchsal und hat eine direkte Grenze mit dieser Stadt. Zur Gemeinde Forst gehören außer dem gleichnamigen Dorf keine weiteren Ortschaften.

## Geschichte
Wie Funde aus der Steinzeit und Bronzezeit belegen, war das heutige Gemeindegebiet von Forst schon früh besiedelt. Auch die Römerzeit hat hier große Spuren hinterlassen. Erstmals urkundlich erwähnt wurde der Ort im Jahre 1161 in einer Urkunde des Kaisers Friedrich Barbarossa. Im Jahre 1644 wurde das Dorf infolge des Dreißigjährigen Krieges zerstört. Im Jahre 1803 wurde Forst, das bis dahin dem Hochstift Speyer angehört hatte, im Rahmen der Mediatisierung nach dem Reichsdeputationshauptschluss dem Großherzogtum Baden angegliedert. Seit 1939 gehörte Forst zum Landkreis Bruchsal, der 1973 im Landkreis Karlsruhe aufging.
Früher hieß die Gemeinde Forst bei Bruchsal. Sie trägt oft den Beinamen Baden, also Forst/Baden.
Am 31. März 1988 stürzte ein amerikanisches Kampfflugzeug vom Typ F-16-C bei einer Tiefflugübung in der Forster Hardtstraße ab. Dabei wurden mehrere Häuser in Brand gesetzt und stark beschädigt. Der Pilot (1. Lt. Tom E. Doyle) und ein Bewohner kamen dabei ums Leben. Das Unglück wurde in den Medien weitgehend bekannt und führte in der Bevölkerung zu Protesten gegen Tiefflieger, auch wegen der Gefahr, dass ein Kampfflugzeug in das wenige Flugminuten entfernte Kernkraftwerk in Phillipsburg stürzen könnte.

## Politik

### Gemeinderat
Der Gemeinderat hat 18 ehrenamtliche Mitglieder, die für fünf Jahre gewählt werden. Hinzu kommt der Bürgermeister als stimmberechtigter Gemeinderatsvorsitzender.
Die Kommunalwahl 2024 führte zu folgendem Ergebnis (in Klammern: Unterschied zu 2019):
| Gemeinderat 2024               | Gemeinderat 2024 | Gemeinderat 2024 | Gemeinderat 2024 | Gemeinderat 2024 |
| Partei / Liste                 | Stimmenanteil    | Sitze            |                  |                  |
| ------------------------------ | ---------------- | ---------------- | ---------------- | ---------------- |
| CDU                            | 37,7 % (+1,5)    | 7 (±0)           |                  |                  |
| Freie Wähler                   | 31,9 % (−2,1)    | 6 (±0)           |                  |                  |
| SPD                            | 19,7 % (+1,4)    | 3 (±0)           |                  |                  |
| Grüne                          | 10,8 % (−0,7)    | 2 (±0)           |                  |                  |
| Wahlbeteiligung: 67,4 % (+2,7) |                  |                  |                  |                  |

### Bürgermeister
Bürgermeister der Gemeinde Forst ist seit 2017 Bernd Killinger.
Vorgänger:
- 1948 bis 1953 – Josef Weindel (DVP)
- 1954 bis 1969 – Gregor Umhof (FW)
- 1969 bis 2001 – Alex Huber (CDU)
- 2001 bis 2017 – Reinhold Gsell (FW)

### Wappen
Blasonierung: „In Blau auf grünem Schildfuß die nimbierte und golden gekrönte Heilige Barbara in weißem Gewand; in der rechten Hand einen roten Turm haltend, mit der linken Hand ein goldenes Schwert abwärts richtend.“
Erstmals in Erscheinung trat ein Wappen 1739 auf einem Siegel des Zins- und Gefälleverzeichnis der Johanniterkommende Bruchsal. Es bildete eine im barocken Stil gehaltene Frauengestalt mit einem Kelch und einen länglichen Gegenstand, womöglich einem Schwert ab. Als Heilige Barbara erkennbare Figur trat das Wappen allerdings erst im Jahre 1746 und ab 1775 auf überlieferten Siegeln auf, auf welchen die Frauengestalt einen Turm und ein Schwert in der Hand hielt. 1907 wurde das Wappen durch das Generalbundesarchiv neu gestaltet und seit 1911 von der Gemeinde als offizielles Siegel verwendet.
Das Wappen ziert auch den Eingangsbereich des Rathauses. St. Barbara ist außerdem die Schutzpatronin der Pfarrgemeinde St. Barbara Forst. In der katholischen Pfarrkirche steht im rechten Seitenschiff eine Statue der Heiligen Barbara.

### Städtepartnerschaften
Die Gemeinde Forst unterhält seit 1990 eine Gemeindepartnerschaft zur Stadt Landsberg (Saalekreis) in Sachsen-Anhalt.

## Kultur und Sehenswürdigkeiten

### Musik
Der Deutsche Musikrat und der Bundesmusikverband Chor und Orchester hat die Gemeinde Forst 2025 mit dem zweiten Bundespreis als Landmusikort ausgezeichnet. Die Jury würdigte damit das vielseitige und innovative Musikleben im Ort, getragen von außergewöhnlichem ehrenamtlichem Engagement.

#### Schola St. Barbara Forst
Die Schola St. Barbara Forst besteht aus einem Chor mit 14 Sängerinnen und einer Band (Klavier, Schlagzeug, E-Gitarre und Bass). Gemeinsam mit Sonja Oellermann als Dirigentin hat der Chor einen eindrucksvollen musikalischen Weg gefunden. 
Seit über 4 Jahrzehnten gehört das neue geistliche Lied zum Repertoire. Es werden Gottesdienste zu verschiedenen kirchlichen Anlässen in Forst und Umgebung gestaltet. Weiterhin finden Begegnungskonzerte in unregelmäßigen Abständen mit anderen Chören statt. Im Oktober 2025 ist die Schola ein Teil des Konzerts des GV Frohsinn Forst.

### Sport

#### Turnverein
Der Turnverein TV Forst umfasst diverse Sportarten wie Turnen, Triathlon, Leichtathletik, Handball, Volleyball, Indiaca und Bogensportarten. Die Triathleten des TV Forst richten jedes Jahr den bundesweit bekannten Heidesee-Triathlon BW aus. Der TV Forst ist Betreiber der sogenannten „Jahnhalle“, welche sich im Kern der Gemeinde befindet.

#### Fußball
Der Fußballverein FC Germania ist in Forst beheimatet. Er wurde am 7. April 1909 gegründet. Die Vereinsfarben sind rot und weiß. Die 1. Mannschaft spielt nach dem Abstieg im Sommer 2018 erstmals in der Kreisklasse A Bruchsal und die Perspektivmannschaft in der Kreisklasse B. Der Sportplatz, auf dem die Mannschaft Heimspiele austrägt und trainiert, umfasst 3 Spielfelder und ein Trainingsfeld. Eines der Felder bietet eine Tribüne und eine Rundbahn (Waldseestadion) sowie eine Kabine für einen Stadionsprecher. Außerdem verfügt das Gelände über ein Clubhaus, welches 2013 renoviert wurde.

#### Gewichtheben
Die Gewichtheber des AC Forst waren in der 1. Bundesliga vertreten.

### Kultur
Der 1988 gegründete Heimat- und Kulturverein e. V. organisiert die langjährige Kammermusikreihe Musik im Jägerhaus sowie verschiedene Veranstaltungen wie Mundart mit Vesper, Heimatkundliche Gespräche sowie Dorfführungen für Schulklassen und Vorträge unterschiedlicher Themen.

### Seen und Parks

#### Freizeitpark Heidesee
Der Freizeitpark Heidesee ist ein Badesee, welcher von der Gemeinde betrieben wird. Er hat über die Badesaison geöffnet und bietet neben der Badeanlage auch eine Rutschanlage, Volleyballfelder, Kinderbecken und einen Kinderspielplatz. In unmittelbarer Nähe befindet sich außerdem eine Sauna und ein Restaurant, welche ganzjährig geöffnet haben. Der für Besucher zugängliche Badebereich am westlichen Ufer verfügt über einen 3,5 Hektar großen Sandstrand, 12,5 Hektar große Liegewiesen und ist mit sanitären Anlagen ausgestattet. Im See befinden sich außerdem sechs schwimmend gelagerte Inseln, auf denen Besucher eine Ruhepause einlegen können. Auch eine Nichtschwimmerzone, die eine Tiefe von rund einem Meter hat, ist vorhanden. Der Badebereich wird während der Öffnungszeiten durch Mitarbeiter der Gemeinde Forst und durch ehrenamtliche Helfer der DLRG-Ortsgruppe Forst überwacht. Besuchern stehen rund 500 Parkplätze zur Verfügung, diese reichen jedoch während der Hochsaison nur selten aus, weswegen anliegende Wiesen meist als solche verwendet werden.

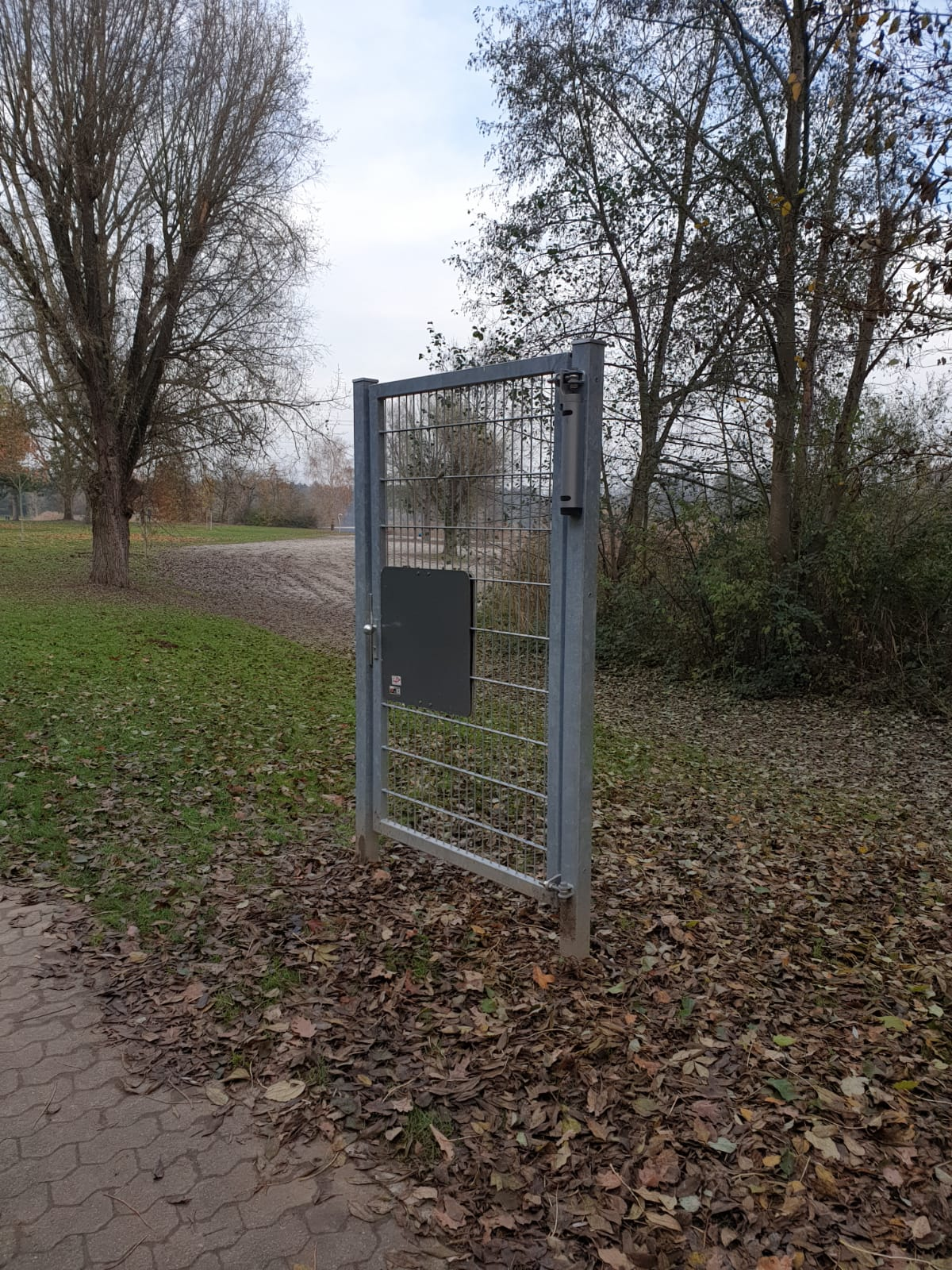
Sehenswürdigkeit: Diese Tür erfüllt keinerlei Zweck, weswegen sie oft begutachtet und/oder fotografiert wird. Ort: Heidesee Forst (Baden).

Der See wurde bei einer Morgenshow auf Radio Regenbogen zum Lieblings-Badesee der Hörer gewählt. Zusammen mit Radio Regenbogen wurden am Heidesee sogenannte „Beach-Parties“ veranstaltet, bei welchen auch Künstler wie Nena aufgetreten sind. 

#### Waldsee
Westlich von der Gemeinde liegt der Waldsee. Die rund einen Kilometer lange Uferpromenade ist ein beliebter Weg für Spaziergänger und Sporttreibende. Im angrenzenden Waldgebiet befinden sich außerdem weitere Wanderwege, welche direkt am See vorbeilaufen. Im Norden des Sees liegt eine großzügige Spielanlage, die über Rutschen, Tischtennisplatten und einer Halfpipe verfügt. Seit ein paar Jahren gibt es im südlichen Teil des Spazierwegs einen kleinen Skulpturenpfad sowie seit 2025 einen Mundartweg.

#### Weindelsee
Der im Nordwesten liegende Weindelsee ist für Besucher nicht direkt zugänglich. Er grenzt an das Industriegebiet der Gemeinde Forst an und ist unter anderem für das am Ufer gelegene Seehotel Forst bekannt.

#### Walthersee
Der im Süden liegende Walthersee gehört geografisch zwar zur Gemeinde, befindet sich aber am Gewerbegebiet Stegwiesen der benachbarten Stadt Bruchsal. Viele Anwohner ordnen den See daher auch nicht der Gemeinde Forst zu. Er wird unter anderem als privater Bade- und Angelsee verwendet und ist nicht öffentlich zugänglich. Ein nahegelegenes Fitnesscenter bietet über einen eigenen Zugang den Mitgliedern eine Bademöglichkeit in dem See. Die dort ansässige Eventlocation "Haus am See" kann für private Feste gebucht werden.

#### Tier- und Vogelpark
Der Tier- und Vogelpark bietet seit 1966 ein umfangreiches Angebot unterschiedlicher Tierarten. Neben vielen Vogelarten, darunter auch Flamingos, Kraniche und diversen Eulenarten, bietet der Tierpark auch exotischere Tiere, wie beispielsweise Affen und Lamas. Mehrere großzügige Wildgehege, eine Gaststätte und eine Minigolfanlage ergänzen den Park in nördlicher Richtung. Betrieben wird der Park vom im gleichen Jahr gegründeten Tier- und Vogelpark Forst e. V.

### Bauwerke
Zu den Sehenswürdigkeiten der Gemeinde zählen u. a.
- das barocke Pfarrhaus aus dem Jahre 1751

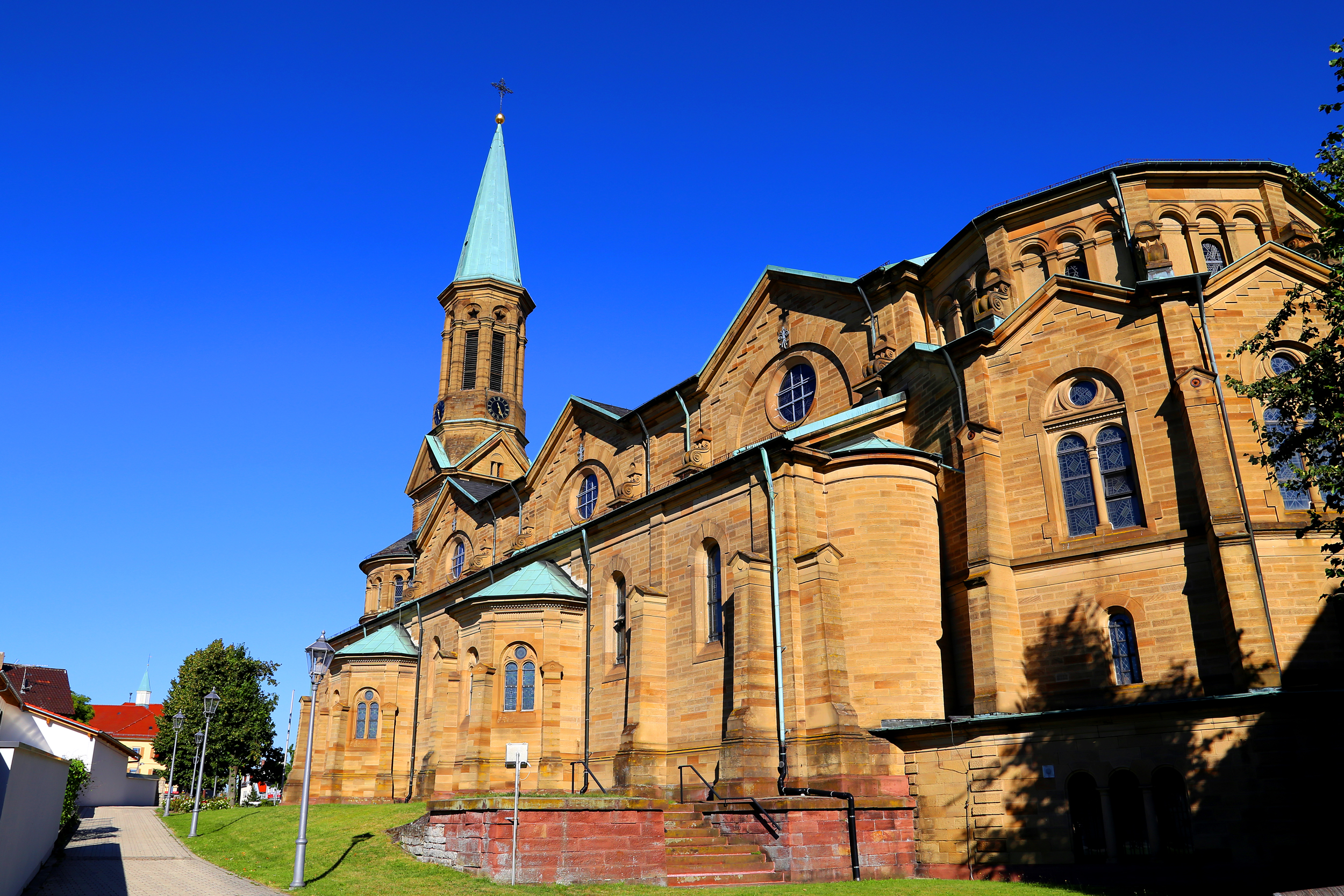
Pfarrkirche St. Barbara Forst

- die Kirche aus dem Jahre 1887
- das Jägerhaus aus dem Jahre 1747

#### Pfarrkirche
Die katholische Pfarrkirche St. Barbara Forst steht im Herzen der Gemeinde. Sie löste die alte Pfarrkirche ab, die seit 1749 bis zur Errichtung der neuen Kirche genutzt wurde. Die Grundsteinlegung der heutigen Pfarrkirche war am 22. Oktober 1882, die Fertigstellung und Einweihung erfolgte am 12. Oktober 1887. Um den Bau verdient gemacht hat sich der damalige Pfarrer Kornel Hallbauer (22. September 1829 bis 1. März 1894); er war Pfarrer in Forst von 1879 bis zu seinem Tod. Bei der Einweihung betrat der damalige Erzbischof Johann Christian Roos die Kirche mit den Worten „Das ist ja eine Kathedrale!“ Das dreischiffige Gebäude im Neurenaissancestil verfügt über einen Kirchturm mit 56 Metern Höhe. Die Kirche verfügte bis zur Renovierung 1960 über einen Hochaltar. Damit der Pfarrer die Heilige Messe zur Pfarrgemeinde gewandt zelebrieren kann, wurde der Chorraum am Ende des Mittelschiffes umfunktioniert und mit einem Altar aus Edelrot-Jura-Marmor versehen.

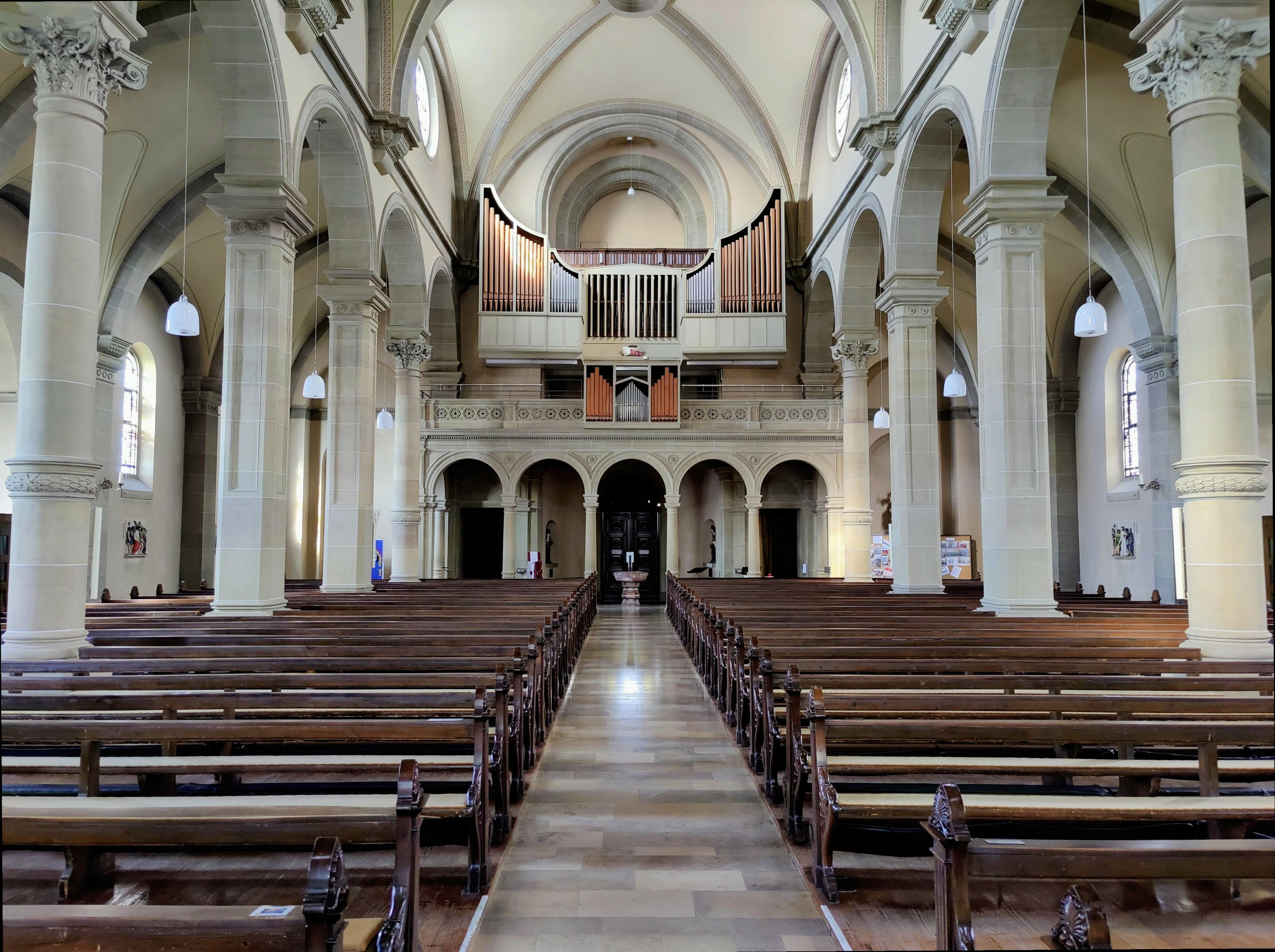
Innenraum

Neben der heiligen Messe und anderen regelmäßigen Gottesdiensten der katholischen Pfarrgemeinde wird die Kirche auch für größere Gottesdienste der evangelischen Kirchengemeinde, wie beispielsweise Konfirmationen, verwendet.

#### Jägerhaus
Das Jägerhaus, welches westlich des Ortskernes liegt, wurde bereits 1747 als herrschaftliches Oberjägerhaus erbaut. Es umfasste zwei Stockwerke, einen Garten zur Versorgung sowie Stallungen für Pferde und Jagdhunde. Das Gebäude wurde 1895 von einem Zigarrenfabrikanten gekauft und am Ende des Zweiten Weltkriegs an eine Polstermöbelfabrik verkauft. Erst 1983 wurde das Gebäude von der Gemeinde erworben und renoviert. Seither kann es als Räumlichkeit für Veranstaltungen gemietet werden, unter anderem auch für standesamtliche Trauungen, welche dort regelmäßig gehalten werden.
Vor dem Gebäude befindet sich ein Brunnen, der sogenannte „Hasenbrunnen“, der von der Künstlerin Ulla Steiner entworfen wurde. Auf ihm sind mehrere Figuren von Hasen, die an den Ortsnecknamen der Gemeinde angelehnt ist, den „Sandhasen“. Einer der Figuren deutet das Rauchen einer Zigarre an, was an die Geschichte des Gebäudes erinnern soll.

### Regelmäßige Veranstaltungen

#### Adventszauber
Der Adventszauber ist seit 2001 ein Weihnachtsmarkt rund um das Jägerhaus, der am ersten Adventswochenende stattfindet.

#### Forscher Kirmes
Seit 2023 wird auf dem Parkplatz der Waldseehalle im Juli mit Beteiligung der Ortsvereine eine 2-tägige Kirmes gefeiert.

#### Oktoberfest
Das traditionelle Oktoberfest des FC Germania Forst findet seit 2005 jährlich an einem Septemberwochenende statt. In Partnerschaft mit dem Hofbräuhaus Traunstein werden den Besuchern bayrische Spezialitäten und Musik geboten. Das Fest findet auf der Parkplatzanlage der Waldseehalle statt.

### Kirche
Die Pfarrgemeinde Forst bildete von 1992 bis 2014 eine Seelsorgeeinheit mit dem Nord-Östlich gelegenen Nachbarort Weiher. Ab 2015 wurde die Seelsorgeeinheit Forst-Weiher mit der Seelsorgeeinheit Ubstadt, die die drei Ortschaften Ubstadt, Stettfeld und Zeutern umfasst, zusammengeschlossen. Zum 1. Januar 2026 sollen die Seelsorgeeinheiten in der neuen Pfarrei Edith Stein Bruchsal aufgehen. Neben der Kirche und dem Pfarrhaus gehören zur Pfarrgemeinde weitere Bauwerke, wie das Pfarrbüro und das Pfarrzentrum. Außerdem betreibt die Pfarrgemeinde zwei Kindergärten ("Ulrika" und "St. Franziskus") und stellt im Pfarrbüro die Räumlichkeiten für einen Weltladen. Jugendliche können bei den Ministranten mitwirken, welche regelmäßig eine Ferienfreizeit anbieten.

### Ferienstraßen
Forst liegt an zwei touristischen Straßen:
- Badische Spargelstraße, die von Schwetzingen über Forst nach Lichtenau-Scherzheim führt.
- Bertha Benz Memorial Route, von Mannheim nach Pforzheim und über Forst wieder zurück nach Mannheim.

## Wirtschaft und Infrastruktur

### Früher Erdölförderung und Kiesabbau
Von den 1920er Jahren bis zum Jahre 1960 wurde im Gebiet der Gemeinde Erdöl gefördert. Mit einem Vorkommen unter 100.000 Tonnen war der Abbau allerdings nur begrenzt wirtschaftlich.
Die meisten Seen auf dem Gemeindegebiet sind durch den Abbau von Kies entstanden, z. B. der Heidesee (früher Bühler) und der Waldsee (früher Pfander).

### Verkehr
Forst liegt an der Bundesautobahn 5. Die Gemeinde ist mit der Buslinie 125 mit Bruchsal und an Schultagen über die Linie 130 mit Ubstadt-Weiher verbunden und gehört dem Karlsruher Verkehrsverbund (KVV) an. Eine direkte Zuganbindung an Karlsruhe ist über die in Bruchsal liegende Haltestelle „Stegwiesen“ möglich sowie in Richtung Germersheim über die ebenfalls in Bruchsal liegende Haltestelle „Am Mantel“.
Etwas nördlich der Bebauung verläuft der Tunnel Forst der Eisenbahn-Schnellfahrstrecke Mannheim–Stuttgart. Dieser wurde nur zum Schutz der Gemeinde vor Lärm angelegt und erhielt eine spezielle Ausstattung gegen die Weiterleitung von Erschütterungen.

### Ansässige Unternehmen
Das Unternehmen Ronal Group wurde 1969 von Karl Wirth gegründet und hat in der Gemeinde eine ihrer beiden deutschen Niederlassungen. Das Unternehmen Ronal produziert Leichtmetallräder für PKW und Nutzfahrzeuge. Die Tochterfirma RONAL Bathrooms produziert am selben Standort Produkte für den Sanitärbereich, unter anderem Duschkabinen.
Klaiber Markisen, einer der führenden Markisen-Hersteller, hat in der Gemeinde die Hauptniederlassung. Bekannt wurde das Unternehmen seit 2010 als Hauptsponsor des Karlsruher SC.
Die in Lidingö (Schweden) ansässige Interspiro GmbH, einer der bedeutenden Hersteller von Atemschutzgeräten, produziert in Forst.

### Medien
In Forst erscheint jeden Donnerstag das Mitteilungsblatt, das der Nussbaumverlag druckt und vertreibt. Es enthält Mitteilungen der Gemeinde, der Kirchen und der Vereine.

### Öffentliche Einrichtungen

#### Rathaus
Im Rathaus Forst ist die Gemeindeverwaltung und das Bürgerbüro untergebracht. Es befindet sich im Ortskern der Gemeinde und ist sowohl mit öffentlichen Verkehrsmitteln, als auch mit dem PKW gut erreichbar.

#### Jugendhaus
Das Jugendhaus wurde mit Unterstützung der Gemeinde eingerichtet und im Dezember 2008 unter dem namen „forju“ (Abkürzung für Forster Jugendhaus) eröffnet. Durch seine Lage am nördlichen Ortsrand der Gemeinde können hier auch Veranstaltungen stattfinden. Das Jugendhaus wurde aus mehreren Wohncontainern zusammengesetzt, welche die Gemeinde zur Verfügung gestellt hat. Eine überdachter Bereich und eine Wiese ermöglichen auch Veranstaltungen und Konzerte im Außenbereich.

### Bildung
Die Gemeinde Forst bietet viele Möglichkeiten der Bildung und Weiterbildung an.

#### Gemeindebücherei
Die Gemeinde besitzt eine Bücherei mit ca. 30.000 Medieneinheiten auf zwei Stockwerken. Neben Büchern werden auch Zeitschriften, Zeitungen, Spiele, CDs und DVDs verliehen. Die Bücherei bietet auch Platz für regelmäßige Veranstaltungen, Theaterauftritte und Autorenlesungen, darunter auch eine Autorenlesung durch Harald Hurst. Sie befindet sich seit dem 16. Juni 1991 in dem Gebäude einer ehemaligen Bank hinter dem Rathaus in der Ortsmitte von Forst. Zuvor wurde seit 1970 ein Raum in der „Lußhardt-Schule“ verwendet, welcher aber auf Dauer den Anforderungen einer Bücherei nicht gerecht wurde.

#### Lußhardt-Gemeinschaftsschule
Außerdem befindet sich in Forst eine Grund- und Hauptschule, die am 1. August 2014 mit der Schule des Nachbarorts Hambrücken zur „Lußhardt-Gemeinschaftsschule“ zusammengeschlossen wurde. Im Schuljahr 2013/2014 besuchten rund 400 Schüler die ehemalige „Lußhardt-Schule“. Das Schulgebäude in Forst verfügt über eine Schulsporthalle und ein Schwimmbad, welche auch von lokalen Ortsvereinen verwendet werden. Das Gebäude wurde außerdem um eine Cafeteria erweitert, um eine Versorgung bei Ganztagesunterricht zu gewährleisten. Auf dem großzügigen Schulgelände befindet sich außerdem eine Sandbahn zum Weitsprung, eine Laufbahn mit 100 Meter Länge und ein kleiner Fußballplatz. Die Schule ist über die rund 350 Meter entfernte Bushaltestelle „Löwen“ mit der Linie 125 erreichbar.

#### Astrid-Lindgren-Schule
Mit der „Astrid-Lindgren-Schule“ befindet sich in Forst auch eine Ganztagesschule, welche sich mit dem Förderschwerpunkt Sprache beschäftigt. Sie wird von rund 140 Schülern in 12 Klassen besucht. Die Schule ist über die 200 Meter entfernte Bushaltestelle „Löwen“ erreichbar.

#### Kindergärten
In der Gemeinde Forst befinden sich fünf Kindergärten, die von der Pfarrgemeinde oder der Gemeinde getragen werden.
Im Herzen der Gemeinde befindet sich der Kindergarten Ulrika. Er grenzt an das Pfarrbüro und die Astrid-Lindgren-Schule an. Träger ist die Kath. Pfarrgemeinde St. Barbara Forst. Der Kindergarten umfasst fünf Gruppen, darunter eine Frühgruppe.
Nördlich der Ortsmitte befindet sich der Kindergarten St Franziskus. Das Gebäude umfasst sechs Gruppen, darunter eine Frühgruppe. Träger des Kindergartens ist ebenfalls die Kath. Pfarrgemeinde St. Barbara Forst.
Im Südwesten der Gemeinde befindet sich die Kindertagesstätte Spatzennest. Träger der Kindertagesstätte ist die Gemeinde Forst.
Am südlichen Ortsrand zu Bruchsal befindet sich die Kindertagesstätte Buntstift. Sie wurde mit der Erschließung des Wohngebiets Zeilich gebaut und wird von der Gemeinde getragen.
Beim Waldspielplatz an der Kronauer Allee befindet sich der Waldkindergarten, dessen Träger der Postillion e. V. ist.

#### Musik- und Kunstschule
Zur frühen Förderung in den Bereichen Musik und Kunst gibt es in Forst auch eine Musik- und Kunstschule.

## Persönlichkeiten

### Söhne und Töchter der Gemeinde
- Max Graf (8. November 1884–5. Februar 1945 in Dachau), Priester in Unteralpfen
- Hubert Meisel (1912–1991), römisch-katholischer Priester; Ehrenbürger von Ubstadt-Weiher
- Adolf Luft (1939–2022), Fußballspieler
- Wilhelm Barthlott (* 1946), Botaniker und Bioniker
- Daniela Köhler, Sopranistin